# Gustav Porš

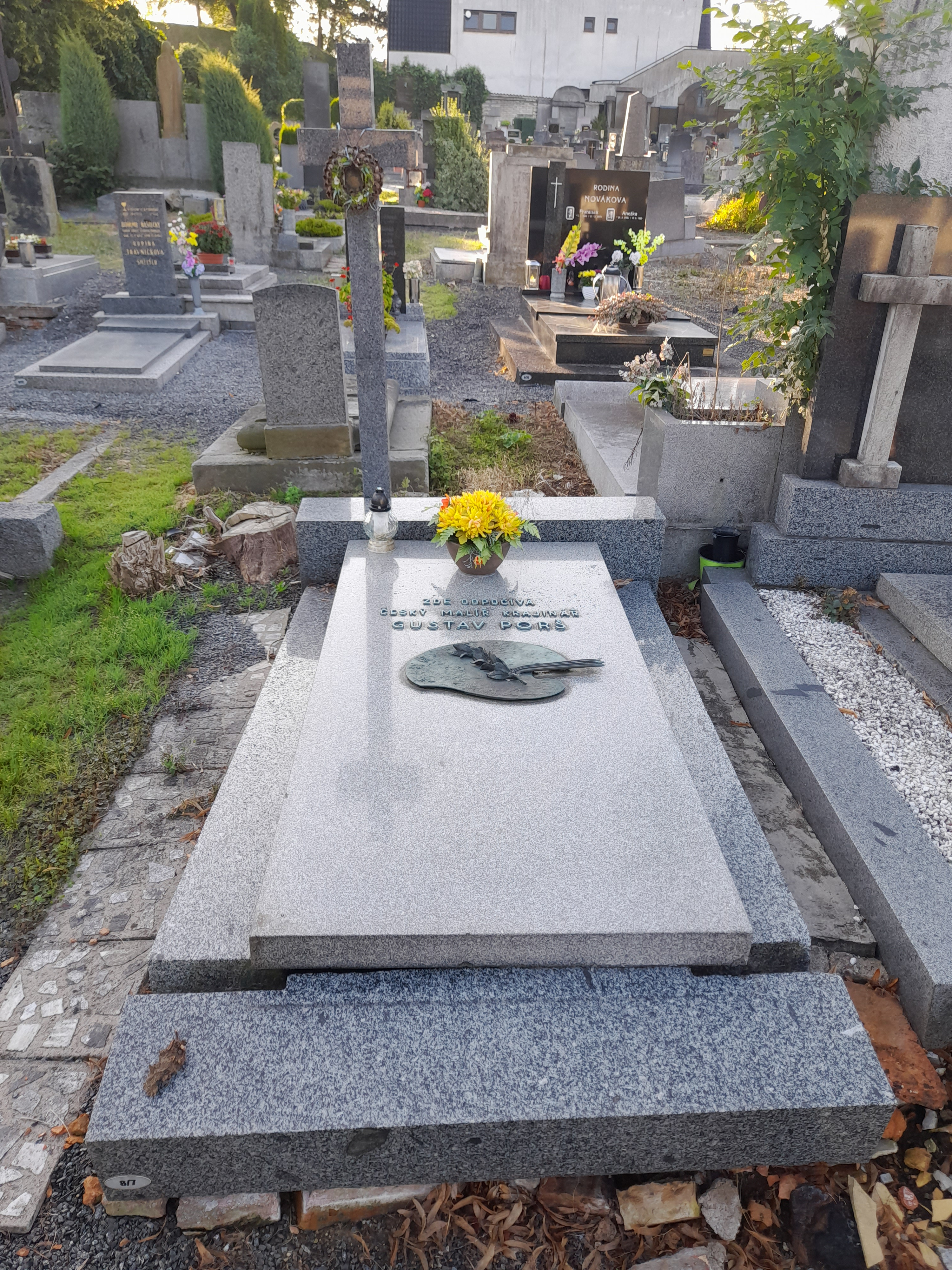
Celkový pohled na hrob ve Skutči

Gustav Porš (2. února 1888 Chrudim – 2. května 1955 Skuteč) byl český akademický malíř, který je známý především svou krajinářskou tvorbou a zobrazením české přírody. V letech 1912–1915 vystudoval Akademii umění v Praze u prof. Vlaho Bukovace a Jana Preislera. Je známý zejména jako krajinář, tvořil především na Českomoravské vrchovině, ve Skutči, kde měl vilu a rodinu, a v Železných horách.

## Život
Dětství prožil v rodné Chrudimi. Všeobecné vzdělání nabyl v Kateřinské škole a chrudimské 1. měšťance. Pak byl přijat do řezbářského oddělení Chrudimské školy pro zpracování dřeva s cílem pokračovat na umělecko-průmyslové škole. Místo toho musel nastoupit do učení v módním závodě, kde se uplatnil jako kreslič mód.
Díky finanční podpoře knížete z Auerspergu z blízkých Slatiňan se dostal do Prahy, kde byl přijat do soukromého ateliéru akademického malíře a krajináře Václava Jansy. Ve večerním studiu navštěvoval Umělecko-průmyslovou školu prof. Jaksche a studoval grafické techniky u Jana C. Vondrouše.
Vytrvale na sobě pracoval a po roce vstoupil na Akademii výtvarných umění k profesorům Vlaho Bukovacovi a Janu Preislerovi (1912–1915). Po studiích se dále vyvíjel a po návratu ze studijních cest do Zakarpatské Ukrajiny, Bosny, Hercegoviny a Dalmácie se v roce 1922 trvale usadil ve východočeské Skutči, kde žil a pracoval až do konce života. Dokázal zachytit velmi osobitě krásu tamější krajiny. Ve Skutči učil krajinářské olejomalbě a portrétu (kresby prezidenta T.G. Masaryka podle modelu); v době první republiky měl též několik amatérských žáků a zejména žaček, většinou spolužaček své dcery Boženy z dívčí měšťanské školy Komenského ve Skutči.

## Dílo
Gustav Porš je známý především svou krajinářskou tvorbou a zobrazením české přírody, zejména Českomoravské vrchoviny, Železných hor a Skutče. Ve svých obrazech se zaměřoval na přírodu bez přítomnosti člověka. Používal hlavně olejomalbu, ale věnoval se také grafickým technikám. Byl mistrem ve vyjádření nálad krajiny, ať už šlo o zimní scenérie, lesy, potoky nebo venkovská zákoutí, jeho obrazy májí charakteristickou atmosféru klidu a harmonie. 
Mezi umělcova významná díla patří:
- Římský most v Mostaru
- Když sněží
- Detail náhrobku spisovatele, hřbitov Skuteč.Podskalské údolí v zimě
- Zimní nálada
- Zima v Pusté Kamenici
- Jinovatka
- Sluníčko v Borovině
- Břízy v jeseni
- Břízy ve větru
- Lípy ve Žďárci

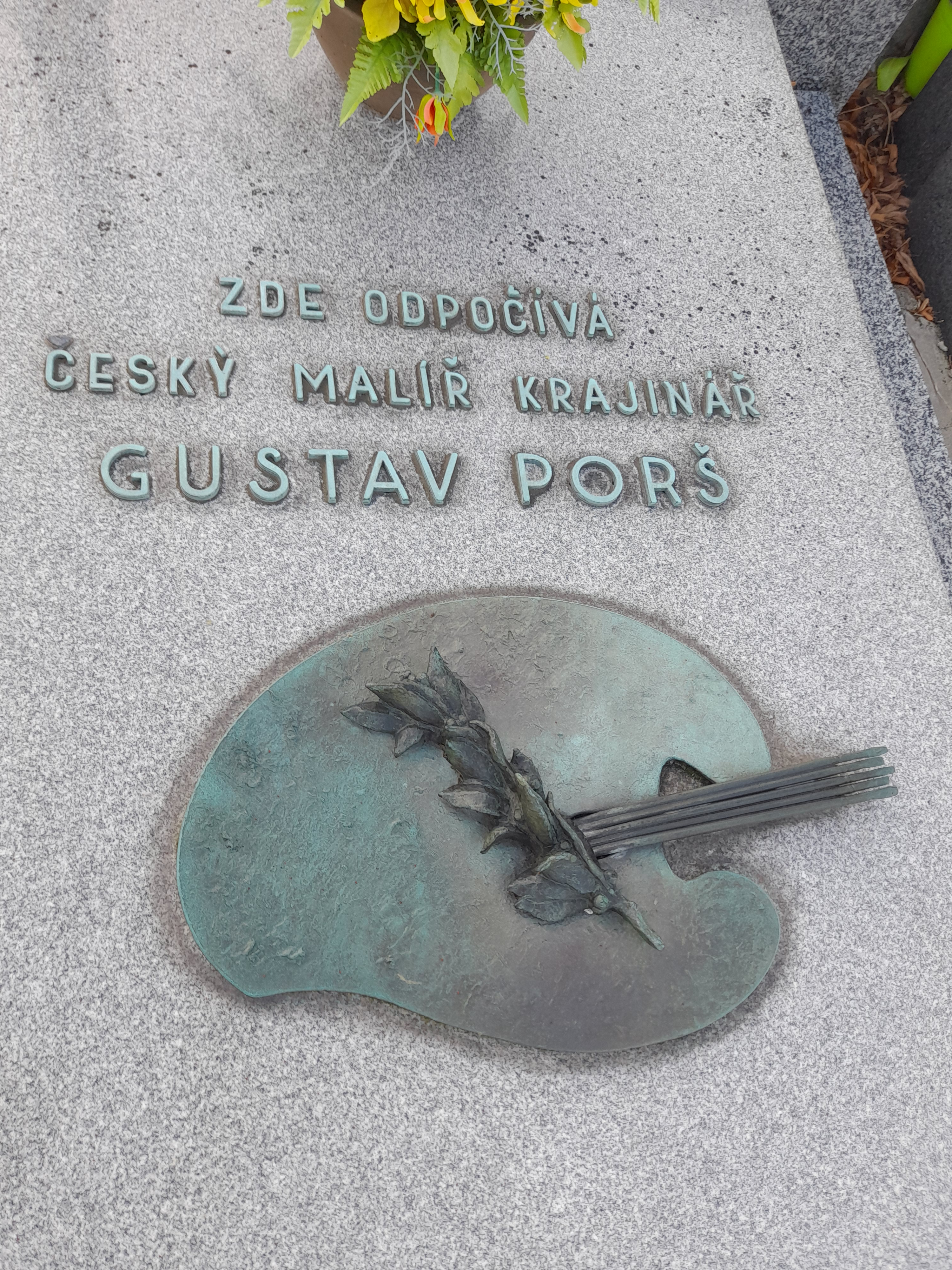
Detail náhrobku spisovatele, hřbitov Skuteč.

- Letní jitro na Českomoravské vysočině
- Jeseň na Českomoravské vysočině
- Zima na Českomoravské vysočině
- Výhled do kraje v zimě
- Chumelenice v Oldříši
- Jeseň na Šilborku

- V roce 1936 zakoupil mecenáš pro Skuteč Poršův rozměrný obraz města (5 x 2,5 m)[5]

Jeho obrazy vlastní Galerie moderního umění v Hradci Králové, Památník národního písemnictví, Městská galerie Vysoké Mýto a fond obrazů České spořitelny.

## Výstavy
Gustav Porš vystavoval samostatně i spolu s jinými umělci, např.:
- 1929, 1938 – Pardubice Společnost. S. 12. Lidové noviny [online]. 1938-12-18 [cit. 2020-07-25]. S. 12. Dostupné online.
- 1934 – Kutná Hora[4]
- 1935 – Prostějov[4]
- 1941 – Hradec Králové[7]

## Galerie

Zima v horách (olej na plátně)
Vlčí máky (olej na plátně)
Podzim (olej na plátně)
Tichá tůň (olej na plátně adjustováno na kartonu)
Chalupa na Vratkové (olej na plátně)
Podzimní řeka (olej na plátně)